# Sociedad de Indios Americanos

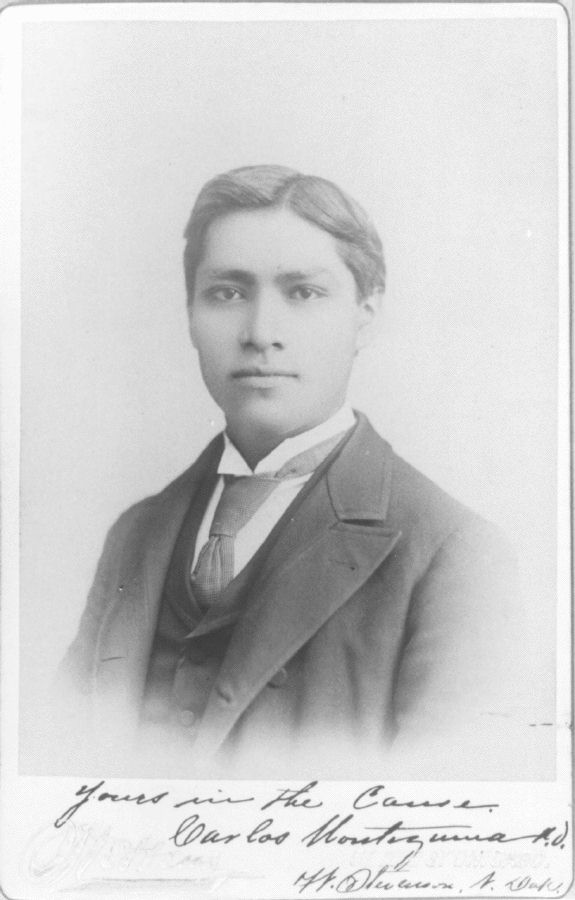
This photo is from 1890, and comes from the National Archives and Records Administration, a US Federal Agency, therefore is public domain.

La Sociedad de Indios Americanos (en inglés: Society of American Indians) fue el primer grupo organizado para defender los derechos de los amerindios en Estados Unidos, en respuesta a la aplicación de la Ley Dawes de 1888, que permitía la parcelación de tierra amerindia para venderla a los no nativos y, a la larga, les llevaba a la asimilación y aculturación.
La sociedad fue fundada en Columbus (Ohio) en 1911, donde tuvo lugar la Primera Conferencia Anual, que dirigió el etnólogo tuscarora John Napoleon Brinton Hewitt, el médico sioux Charles Alexander Eastman Ohyessa, el seneca Arthur C. Parker, y el oneida Horton Elm, coordinados por el pastor Sherman Coolidge, Defendían la integración en los EE. UU., aunque conservando la dignidad india. Recibieron el apoyo del medallista olímpico amerindio Jim Thorpe y condenaron el uso peyorativo de ciertos términos en lenguas naticas (buck o squaw, entre otros).
Más tarde Carlos Montezuma, un yavapai-apache, urgió a la Sociedad a criticar el BIA para protestar contra la situación en que se encontraban las reservas. La mayoría de los miembros lo rechazaron pues no se atrevieron a llevar una crítica frontal antigubernamental, y hacia 1923 la influencia de la Sociedad se diluyó.
- Datos: Q3278196
- Multimedia: Society of American Indians / Q3278196